# Cratere Artem'ev
Artem'ev è un cratere lunare di 66,39 km situato nella parte nord-orientale della faccia nascosta della Luna.
Il cratere è dedicato all'ingegnere sovietico Vladimir Andreevič Artemyev.

## Crateri correlati
Alcuni crateri minori situati in prossimità di Artem'ev sono convenzionalmente identificati, sulle mappe lunari, attraverso una lettera associata al nome.
| Artem'ev | Coordinate             | Diametro (in km) |
| -------- | ---------------------- | ---------------- |
| G        | 10°00′36″N 143°41′24″W | 60,94            |
| L        | 7°57′36″N 144°12′00″W  | 27,97            |